# Marta Lucio Gómez

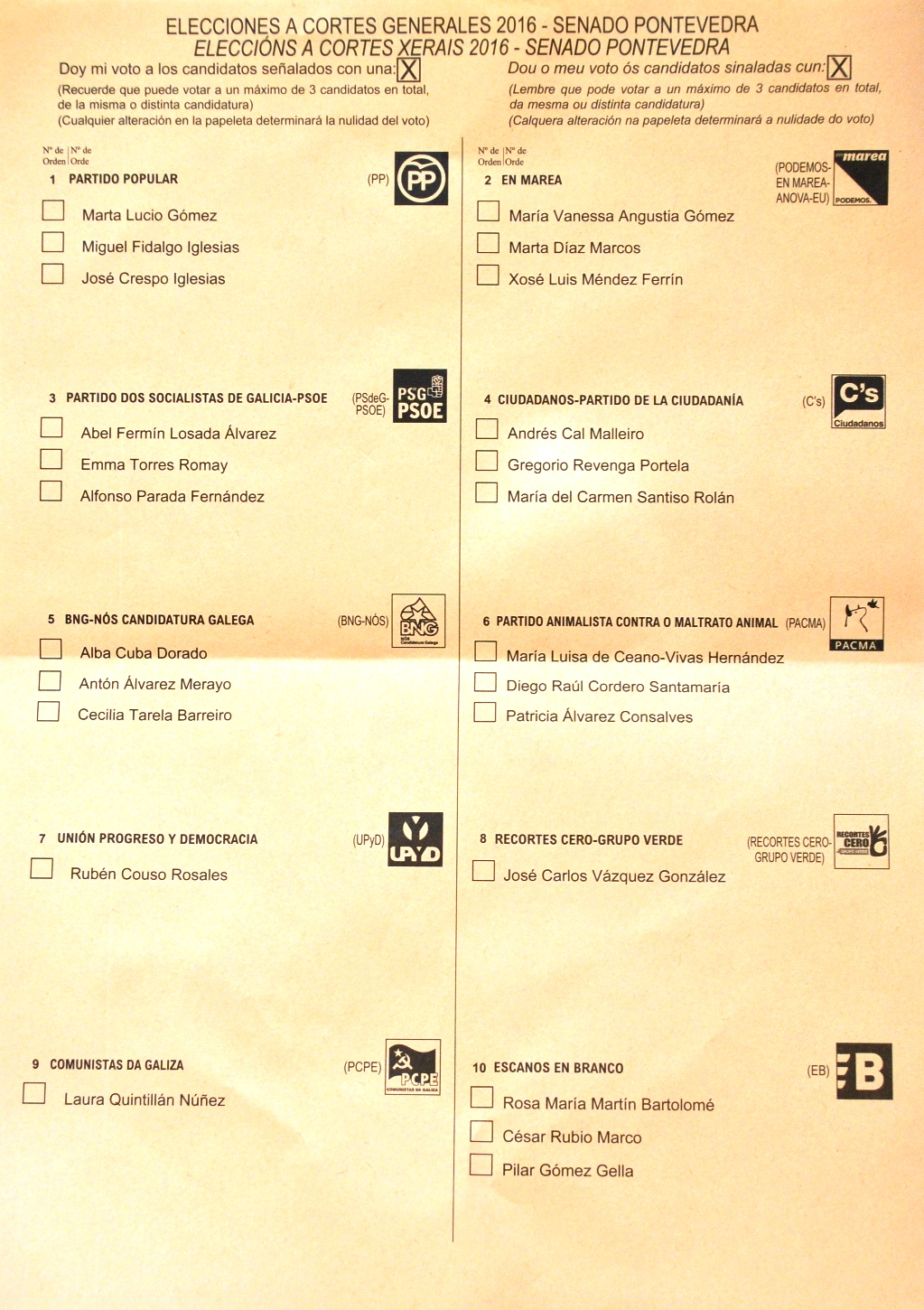
Papeleta de los candidatos al Senado por Pontevedra en las Elecciones Generales de 2016.

Marta Lucio Gómez, nacida en Meis en 1974, es una política gallega del Partido Popular de Galicia.

## Trayectoria
Licenciada en Geografía e Historia por la Universidad de Santiago de Compostela. Funcionaria del servicio de Cultura de la Diputación de Pontevedra, en 2011 fue nombrada directora del Museo del Mar sustituyendo a Pablo Carrera. En las elecciones generales de 2015 se presentó al Senado por la provincia de Pontevedra y fue elegida senadora.